# Campeonato Acriano de Futebol de 2018
O Campeonato Acreano de Futebol de 2018 foi a 91.ª edição da principal divisão do futebol acreano e a 73.ª organizada pela Federação de Futebol do Estado do Acre (FFAC). Teve o Rio Branco-AC como campeão e o Galvez como o vice-campeão. Ciel, do Galvez, foi o maior goleador do torneio, com 9 gols.

## Regulamento
A competição daria ao campeão e vice vagas para a Copa do Brasil 2019, para a Copa Verde de 2019 e para a Série D de 2019.
O Campeonato Acriano de Futebol Profissional de 2018 foi disputado pelas Associações relacionadas no Artigo 1º do presente regulamento, em duas fases, a saber:
- a) 1ª Fase – Primeiro turno
- b) 2ª Fase – Segundo turno
- c) 3ª Fase – Final

Primeira Fase – Primeiro turno – Nessa fase, as equipes serão divididas em dois grupos de quatro, e os times do Grupo A enfrentarão as equipes do Grupo B em jogos só de ida. Classificam-se para a semifinal as duas primeiras equipes de cada grupo. Na semifinal do primeiro turno, o primeiro enfrenta o segundo do próprio grupo em jogos só de ida. Na final, as duas equipes que se classificarem das semifinais farão um único jogo; o vencedor é o campeão do turno.
Segunda Fase – Segundo turno – Nessa fase, os times enfrentarão as equipes do próprio grupo em jogos só de ida. Classificam-se para a semifinal as duas primeiras equipes de cada grupo. Na semifinal do segundo turno, o primeiro enfrenta o segundo do grupo oposto em jogos só de ida. Na final, as duas equipes que se classificarem das semifinais farão um único jogo; o vencedor é o campeão do turno. Ao fim dessa fase, a equipe que somar menos pontos juntando os dois turnos será rebaixada à Segunda Divisão de 2019.
Terceira Fase – Final – Nessa Fase as duas equipes campeãs dos turnos jogarão em sistema de ida e volta, a equipe que somar mais pontos será declarada Campeã Acriana de 2018. Caso a mesma equipe conquiste os dois turnos, essa será declarada campeã.

### Critério de desempate
Os critério de desempate foram aplicados na seguinte ordem:
1. Maior número de vitórias
2. Maior saldo de gols
3. Maior números de gols marcados contra o mandante da partida
4. Maior número de gols pró (marcados)
5. Maior número de gols contra (sofridos)
6. Confronto direto
7. Menor número de cartões vermelhos
8. Menor número de cartões amarelos
9. Sorteio

## Equipes participantes
A ADESG - Campeã da Segunda Divisão de 2017 - desistiu de participar do campeonato. Os motivos foram por conta da falta de apoio financeiro à equipe. Com isso, a equipe foi substituída pelo segundo colocado na competição, o São Francisco-AC, esse integrará o Grupo B da competição.